# Peter Otzen
Peter Otzen (født 2. august 1810 i Flensborg, død 6. august 1891 i Burg på Femern) var en slesvigsk præst og politiker.
Han var søn af brændevinsbrænder Thomas Otzen og Marinke født Lund. 1837 tog han teologisk eksamen fra universitetet i Kiel, var to år huslærer, blev 1839 ordineret som hjælpepræst i Olderup og udnævntes 1846 til sognepræst i Olderup. Da han 1848 nægtede at anerkende den provisoriske regering, afsatte denne ham i maj, hvorefter han levede i Flensborg og 1850 skrev Wider die Schleswig-Holsteiner und für Dänemark. 1850 blev han præst i Kværn, 1851 præst i Burg og provst for Femern Provsti. 1851 valgtes han af den slesvigske gejstlighed til stænderdeputeret og genvalgtes 1860; i de fire samlinger 1855-63 var han stænderpræsident og varetog dette hverv med dygtighed og upartiskhed. 1881 tog han sin afsked. 
Han havde 18. december 1846 ægtet Anna Auguste Petersen (født 13. november 1809), datter af brændevinsbrænder Peter Christopher P. i Flensborg og Anna født Knuth.